# Willem Vermandere
Willem Vermandere (Lauwe, 9 februari 1940) is een Vlaams kleinkunstenaar, schrijver, dichter, beeldhouwer, columnist, levensfilosoof, zanger, gitarist, basklarinettist en schilder.
Vermandere zingt steevast in zijn West-Vlaamse dialect. Zijn bekendste nummers zijn Klein ventje van Elverdinge, Lat mie maar lopen, Als ik zing, Blanche en zijn peird, Bange blankeman, Duizend soldaten, La Belle Rosselle en Ik plantte ne keer patatten.

## Biografie

### Jeugd
Willem Arthur Vermandere werd geboren in 1940 in Lauwe, nu een deelgemeente van Menen. Hij groeide op in muzikale sferen tussen zijn moeders keuken en de werkbank van vader-wagenmaker-klarinettist. Hij stapte zelf al heel vroeg mee in de dorpsharmonie Sint-Cecilia. Willem leerde Grieks en Latijn, maar was meer geboeid door de gitaar. Later begon hij melodietjes te componeren en zette gedichtjes op muziek. Na zijn humaniora stapte hij het klooster in, maar na vijf jaar gooide hij zijn kap over de haag. Op latere leeftijd studeerde Vermandere godsdienstwetenschappen te Gent en gaf hij drie jaar les in Nieuwpoort. Hij beschouwt zichzelf eerder beeldend kunstenaar dan muzikant.

### Eerste successen
In de jaren zestig werd Vermandere vooral bekend door zijn kleinkunstliedjes in het West-Vlaams over de dagelijkse dingen, zijn Westhoek en de verschrikkingen van de Grote Oorlog. Initieel werkte hij vooral met teksten van andere mensen, die hij op muziek zette, maar gaandeweg begon hij zelf zowel tekst als muziek te schrijven. Soms worden zijn liedjes kritisch voor de maatschappij en de kerk. Zijn optredens zijn een afwisseling van luchtige en doodernstige, droevige en levenslustige liedjes en muziek en worden doorspekt met zijn typische spitse 'vertellementen'.
Hij maakte acht langspeelplaten en evenzoveel cd's. Zijn vaste kompanen zijn Freddy Desmedt (fluiten en klarinet) en Pol Depoorter (gitaren en mandoline).
In 1991 schreef Vermandere het lied Bange Blanke Man, een lied over multiculturaliteit. Veel aanhangers van de partij Vlaams Blok protesteerden tegen het nummer. Vermandere ontving dreigbrieven en tijdens de 11 juli-viering op de Brusselse Grote Markt in 1992 werd hij door Vlaams Blok-militanten met projectielen bekogeld.

### Latere leven
In 2000 werd hij omwille van zijn diverse kunstactiviteiten ereburger van Veurne; hij woont er in de deelgemeente Steenkerke. Vermandere eindigde in 2005 op nr. 115 tijdens de Vlaamse versie van de verkiezing van De Grootste Belg. In 2009 werd hij opgenomen in de Radio 2-eregalerij voor een leven vol muziek.
In 2010 bracht Vermandere op zijn 70ste verjaardag een nieuw album uit, genaamd Alles gaat over. Hij stond daarmee 14 weken genoteerd in de Ultratop 100-albums met een hoogste notering op nummer 6. Zijn cd De zanger & de muzikant (2012) stond zelfs 41 weken in die lijst en werd bekroond met een gouden plaat.
Op 20 april 2012 was hij te zien in het Sportpaleis te Antwerpen als centrale gast van Nekka-Nacht 2012. Gastmuzikanten waren Liesbeth List, Yevgueni, De Vaganten, Stoomboot, Raymond van het Groenewoud, Mustafa Avsar, Mira, Axl Peleman, A la Rum en de Koninklijke Harmonie Ypriana uit Ieper.
Zijn laatste grote concert was in een uitverkocht Kursaal in Oostende op 23 juni 2024. Enkel weken later liet de 84-jarige Vermandere in een afscheidstekstje getiteld "De Verwarring" weten te stoppen met optreden omdat het te zwaar werd voor hem.

DE VERWARRING

De verwarring slaat toe
tussen mijn rijmen, muziekskes
 en vertellementen.
Dag schoon volk, stel het wel.
Speel en zing maar verder
en ik... blijf lopen langs de strate...

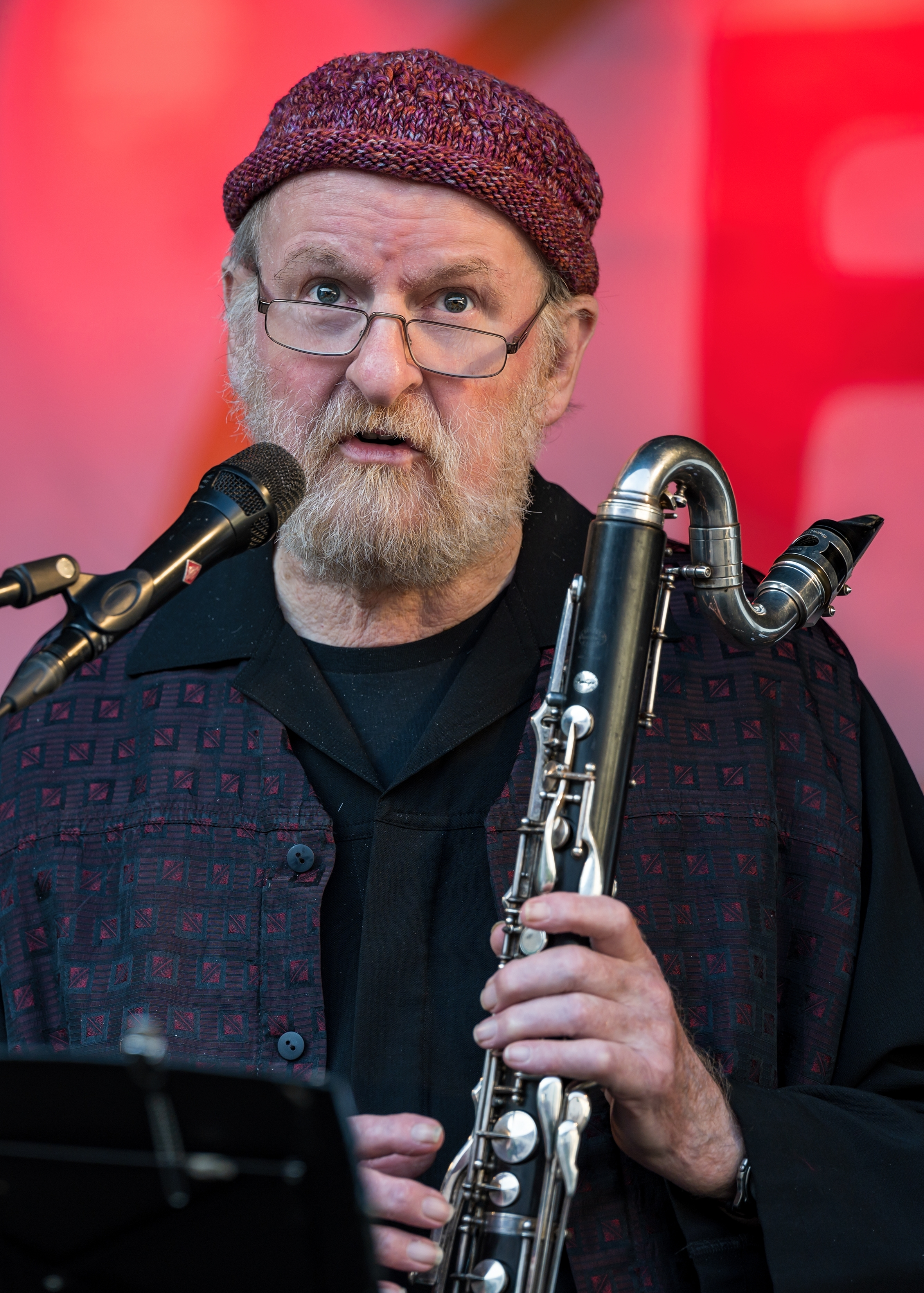
Willem Vermandere in 2023 in Asse op het Fielfestival

In 2025 werd hij geëerd met een Ereteken van de Vlaamse Gemeenschap.

## Persoonlijk
Hij heeft kinderen, waarvan Augustijn Vermandere als zanger-muzikant albums uitbracht in het Engels en in het West-Vlaams.

## Discografie

### Albums
| Album met hitnotering(en) in de Vlaamse Ultratop 200 albums | Datum van verschijnen | Datum van binnenkomst | Hoogste positie | Aantal weken | Opmerkingen   |
| ----------------------------------------------------------- | --------------------- | --------------------- | --------------- | ------------ | ------------- |
| Liedjes van de westhoek                                     | 1968                  | -                     |                 |              |               |
| Langs de Schreve                                            | 1969                  | -                     |                 |              |               |
| Willem Vermandere                                           | 1971                  | -                     |                 |              |               |
| Vier                                                        | 1973                  | -                     |                 |              |               |
| Met mijn simpel lied                                        | 1976                  | -                     |                 |              |               |
| Lat mie maar lopen                                          | 1981                  | -                     |                 |              |               |
| Als ik zing                                                 | 1984                  | -                     |                 |              |               |
| Willem Vermandere                                           | 1988                  | -                     |                 |              |               |
| Ik wil maar zeggen                                          | 1988                  | -                     |                 |              |               |
| De eerste jaren                                             | 1989                  | -                     |                 |              |               |
| Lat mie maar lopen                                          | 1991                  | -                     |                 |              |               |
| Een avond in Brussel                                        | 1990                  | -                     |                 |              | Livealbum     |
| Help mij                                                    | 1993                  | -                     |                 |              |               |
| Mijn Vlaanderland                                           | 30-10-1995            | 25-11-1995            | 26              | 9            |               |
| De Vergeten Liekes                                          | 1996                  | -                     |                 |              | Dubbelalbum   |
| In de donkerste dagen                                       | 1997                  | 27-12-1997            | 49              | 1            |               |
| Mijn Westhoek                                               | 1998                  | -                     |                 |              |               |
| Onderweg                                                    | 1999                  | 04-12-1999            | 36              | 10           |               |
| Gezongen uit de ark                                         | 2000                  | -                     |                 |              |               |
| De eerste jaren II                                          | 2000                  | -                     |                 |              |               |
| Myn dingsche ût dunneland                                   | mei 2000              | -                     |                 |              |               |
| Van Blanche tot Blankeman                                   | 2000                  | 17-06-2000            | 42              | 2            |               |
| Omzwervingen - Liedjes zonder woorden                       | 2002                  | 09-03-2002            | 13              | 13           |               |
| Op den duur                                                 | 2003                  | 08-03-2003            | 2               | 16           |               |
| Master serie - Willem Vermandere, Het beste van             | 2005                  | -                     | -               | -            | Verzamelalbum |
| Van soorten                                                 | 2005                  | 12-11-2005            | 27              | 15           |               |
| Altijd iemands vader, altijd iemands kind                   | 2006                  | 23-09-2006            | 37              | 6            |               |
| Alles gaat over                                             | 05-02-2010            | 13-02-2010            | 6               | 14           |               |
| De zanger & de muzikant                                     | 20-04-2012            | 28-04-2012            | 12              | 41           | Goud          |
| Den overkant & de meditaties                                | 2014                  | 27-09-2014            | 10              | 29           |               |
| 14-18 en wat nu?                                            | 2015                  | 07-11-2015            | 60              | 10           |               |
| Confessies                                                  | 07-02-2020            | 15-02-2020            | 12              | 10           |               |
| Het beste van                                               | 29-05-2020            | 06-06-2020            | 81              | 10           | Verzamelalbum |

| Single met hitnotering(en) in de Vlaamse Ultratop 50 | Datum van verschijnen | Datum van binnenkomst | Hoogste positie | Aantal weken | Opmerkingen                 |
| ---------------------------------------------------- | --------------------- | --------------------- | --------------- | ------------ | --------------------------- |
| Gepensioneerd                                        | 2014                  | 27-09-2014            | tip43           | -            | Nr. 22 in de Vlaamse Top 50 |
| Confessies                                           | 2020                  | 22-02-2020            | tip             | -            |                             |

## Boeken
- Thuis en nog veel verder, 2000, Gent, Blobe, 224 pp.
- Van Blanche tot Blankeman, 2007, Lannoo: 122 liedjesteksten
- De zeven laatste woorden, 2013, Lannoo, 70 pp.
- Volle dagen, 2015, Lannoo, 400 pp.